# Tyreholm
Tyreholm er en lille, lav og sumpet ø i Stege Bugt tilhørende Stege Sogn.
Området er en del af fuglebeskyttelsesområdet i Ulvshale-Nyord Vildtreservat, og der er færdselsforbud hele året. 

## Ekstern henvisning
- Skov- og Naturstyrelsens reservatfolder om Ulvshale-Nyord Vildtreservat